# 徐光春
徐光春（1944年11月—2022年10月21日），浙江绍兴人；中国人民大学新闻系毕业。1973年加入中国共产党，是中共第十五届中央纪委委员，第十六、十七屆中央委員。曾长期在中共报刊宣传部门任职，历任中宣部副部长、国家广播电影电视总局局长、中共河南省委书记、第十一届全国人大财经委员会副主任委员等职。

## 简历

### 早年生涯
徐光春1969年大学毕业。曾在农村、工厂、军队工作。1975年调安徽新闻图片社任记者；四年后，进入新华社安徽分社；并历任记者、组长、分社党组书记兼副社长。1982年加入中国摄影家协会，任安徽新闻摄影研究会会长。

### 宣传领域
1984年进入政界，当选为中共安徽省委候补委员；次年，出任新华社上海分社社长、兼党组书记；1988年，转任北京分社社长、兼党组书记；1991年出任《光明日报》社副总编辑、高级记者；两年后，升任报社总编辑。
1993年7月，徐光春进入政府部门，担任国务院环境保护委员会委员；1995年，任中共中央宣传部副部长；2000年6月任国家广播电影电视总局局长。

### 主政河南
2004年12月，60岁的徐光春接替调职的李克强，出任中共河南省委书记；并在次年1月，当选为河南省人大常委会主任。
2009年11月，年届65岁、即将退休的徐光春，被宣布免去河南省的领导职务；并请辞河南省人大常委会主任。一个月后，他被任命为第十一届全国人大财经委员会副主任委员。2015年2月退休。

### 逝世
2022年10月21日在郑州逝世，享年78岁，是唯一一位在中共二十大召开期间去世的代表。其遗体告别式10月25日上午在郑州市殡仪馆举行。